# Piper gibbilimbum
Piper gibbilimbum är en pepparväxtart som beskrevs av C. Dc.. Piper gibbilimbum ingår i släktet Piper och familjen pepparväxter. Inga underarter finns listade i Catalogue of Life.